# Just Supposin'
Albums de Status Quo
Whatever You Want
(1979) Never Too Late
(1981)
Singles
1. What You're Proposing
Sortie : 3 octobre 1980
2. Lies / Don't Drive My Car
Sortie : 28 novembre 1980
3. Rock 'n' Roll
Sortie : 20 novembre 1981

Just Supposin' est le treizième album studio du groupe de rock britannique, Status Quo. Il est sorti le 17 octobre 1980 sur le label Vertigo Records et a été produit par John Eden et le groupe.

## Historique
Après trois albums avec le producteur Pip Williams, le groupe décide avec l'aide de John Eden de se remettre à la production pour son nouvel album. Les musiciens font donc leurs bagages pour l'Irlande et les studios Windmill Lane de Dublin. Le groupe possède un grand nombre de chansons en réserve et en profite pour enregistrer dans la foulée leur quatorzième album studio, Never Too Late qui sortira cinq mois après Just Supposin''.
Cet album entra directement à la 4e place des charts britanniques. Il sera certifié disque d'or au Royaume-Uni et en France. Trois singles seront tirés de cet album, What you're Proposing, Lies / Don't Drive My Car et la ballade "Rock 'n' Roll". Il se classeront respectivement à la 2e, 11e et 8e place des charts britanniques et seront récompensé par un disque d'argent (200 000 exemplaires vendus) au Royaume-Uni.

## Liste des titres
Face 1
| No | Titre                 | Auteur                             | Chant     | Durée |
| -- | --------------------- | ---------------------------------- | --------- | ----- |
| 1. | What You're Proposing | Francis Rossi, Bernie Frost        | Rossi     | 4:18  |
| 2. | Run to Mummy          | Rossi, Andy Bown                   | Rossi     | 3:15  |
| 3. | Don't Drive My Car    | Rick Parfitt, Bown                 | Parfitt   | 4:32  |
| 4. | Lies                  | Rossi, Frost                       | Rossi     | 3:59  |
| 5. | Over the Edge         | Alan Lancaster, Keith Gilbert Lamb | Lancaster | 4:33  |

Face 2
| No | Titre            | Auteur                 | Chant     | Durée |
| -- | ---------------- | ---------------------- | --------- | ----- |
| 6. | The Wild Ones    | Lancaster              | Lancaster | 4:02  |
| 7. | Name of the Game | Rossi, Lancaster, Bown | Rossi     | 4:29  |
| 8. | Coming and Going | Parfitt, Bob Young     | Parfitt   | 6:21  |
| 9. | Rock 'n' Roll    | Rossi, Frost           | Rossi     | 5:23  |

Disque bonus réédition 2017
| No | Titre                                                        | Auteur                                        | Durée |
| -- | ------------------------------------------------------------ | --------------------------------------------- | ----- |
| 1. | AB Blues (single B-Side)                                     | Rossi, John Coghlan, Lancaster, Parfitt, Bown | 4:18  |
| 2. | Coming and Going (Writing Demo)                              | Parfitt, Young                                | 3:15  |
| 3. | Don't Drive My Car (Live at Le Mans 25/03/1981)              | Parfitt, Bown                                 | 4:31  |
| 4. | Over the Edge (Live at Le Mans 25/03/1981)                   | Lancaster, Lamb                               | 523   |
| 5. | Something 'Bout You Baby I Like (Live at Le Mans 25/03/1981) | Richard Supa                                  | 3:08  |
| 6. | What You're Proposing (Live at Le Mans 25/03/1981)           | Rossi, Frost                                  | 4:29  |

## Musiciens
Status Quo
- Francis Rossi: chant, guitare solo
- Rick Parfitt: chant, guitare rythmique
- Alan Lancaster: chant, basse
- John Coghlan: batterie, percussions

Musiciens additionnels
- Andy Bown: claviers, chœurs
- Robert Young: harmonica
- Bernie Frost: chœurs

## Charts et certifications

### Album
| Pays        | Durée du classement | Meilleur classement |
| ----------- | ------------------- | ------------------- |
| Allemagne   | 27 semaines         | 14e                 |
| Autriche    | 22 semaines         | 6e                  |
| Norvège     | 14 semaines         | 22e                 |
| Pays-Bas    | 11 semaines         | 6e                  |
| Royaume-Uni | 18 semaines         | 4e                  |
| Suède       | 3 semaines          | 26e                 |

| Pays        | Certification | Ventes    | Date             |
| ----------- | ------------- | --------- | ---------------- |
| France      | Or            | 100 000 + | 1981             |
| Royaume-Uni | Or            | 100 000 + | 25 novembre 1980 |

### Singles
| Single                    | Chart                       | Durée du classement | Position | Date              |
| ------------------------- | --------------------------- | ------------------- | -------- | ----------------- |
| What You're Proposing     | Single Top 100              | 22 semaines         | 3e       | 10 novembre 1980  |
| What You're Proposing     | Ö3 Austria Top 40           | 16 semaines         | 4e       | 15 novembre 1980  |
| What You're Proposing     | (V) Ultratop                | 9 semaines          | 7e       | 22 novembre 1980  |
| What You're Proposing     | Top 100                     | 11 semaines         | 34e      | 7 novembre 1980   |
| What You're Proposing     | Mega Top 50                 | 11 semaines         | 4e       | 8 novembre 1980   |
| What You're Proposing     | UK Singles Chart · * Argent | 11 semaines         | 2e       | 1er novembre 1980 |
| What You're Proposing     | Schweizer Hitparade         | 13 semaines         | 2e       | 30 novembre 1980  |
| Lies / Don't Drive My Car | Single Top 100              | 14 semaines         | 38e      | 2 mars 1981       |
| Lies / Don't Drive My Car | Ö3 Austria Top 40           | 8 semaines          | 9e       | 1er mars 1981     |
| Lies / Don't Drive My Car | (V) Ultratop                | 4 semaines          | 31e      | 17 janvier 1981   |
| Lies / Don't Drive My Car | Mega Top 50                 | 11 semaines         | 4e       | 17 janvier 1981   |
| Lies / Don't Drive My Car | UK Singles Chart · * Argent | 10 semaines         | 11e      | 17 janvier 1981   |
| Rock 'N' Roll             | (V) Ultratop                | 2 semaines          | 33e      | 23 février 1985   |
| Rock 'N' Roll             | Mega Top 50                 | 6 semaines          | 20e      | 9 février 1985    |
| Rock 'N' Roll             | UK Singles Chart · * Argent | 11 semaines         | 8e       | 26 décembre 1981  |